# Байорас, Феликсас
Феликсас Байорас (лит. Feliksas Romualdas Bajoras; р. 7 октября 1934, Алитус) — советский и литовский композитор, лауреат Государственной премии Литовской ССР (1981), Национальной премии Литвы по культуре и искусству (2001).

## Биография
В 1958 году окончил Литовскую консерваторию (ныне Литовская академия музыки и театра) по классу скрипки (Александр Ливонт), в 1963 году — по классу композиции (Юлюс Юзелюнас). В 1963—1965 годах работал учителем в музыкальной школе в Шяуляе. В 1965—1989 годах был музыкальным директором Молодёжного театра. В 1984—1988 годах жил в США. С 1991 года — доцент Литовской академии музыки, с 1994 года профессор. В 1991—1994 годах был также музыкальным директором Литовского национального драматического театра.
Его творчество включает в себя обработки литовских народных песен, музыку к спектаклям и кинофильмам. Наиболее известное произведение — траурная музыка, записанная в 1973 году Государственным оркестром Литовской ССР «Тримитас», многократно переиздавалось фирмой «Мелодия» во времена позднего СССР.

## Произведения
- Симфонии и др. сочинения для оркестра; для разл. камерных составов – «Витражи» (1968)
- Траурная музыка (1973)
- Вильнюсский квартет (диптих, 1974–75)
- Свадебные песни (1977)
- Опера «Агнец Божий» (1982, пост. 1991, Вильнюс)
- Календарные песни (1982)
- Трудовые песни (1983)
- Песни любви (1984).
- Оратория «Поднятие колокола» (1980)
- «Знак» (1996)
- «Тропа солнца» (2000)
- Концерт для скрипки с оркестром (1999)

С 1980-х гг. пишет также духовную музыку (Детская месса, 1991, Missa in musica, 1992, Introductio et missa brevis, 1995). 
Его музыка использовалась в некоторых заставках ЦТ СССР.

## Награды и звания
- 1981 — Государственная премия Литовской ССР
- 1998 — Премия Правительства Литовской Республики по искусству
- 2001 — Национальная премия Литвы по культуре и искусству
- 2007 — Офицерский крест ордена Великого князя литовского Гядиминаса[2]